# Riding Alone : Pour un fils
Pour plus de détails, voir Fiche technique et Distribution.
Riding alone : Pour un fils (千里走单骑, Qian li zou dan ji) est un film chinois réalisé par Zhang Yimou, sorti en 2005.

## Synopsis
Takata Kôichi est depuis des années en froid avec son fils Kenichi. Un jour, il est contacté par sa belle fille Rie qui lui annonce que Kenichi est gravement malade et qu'il réclame son père. Mais lorsque Takata se rend à Tokyo, il comprend vite que Rie ne lui a pas dit toute la vérité : hospitalisé, son fils refuse de le recevoir à son chevet. Rie remet alors à Takata une vidéo qui l'aidera peut-être à connaître enfin son fils. La vidéo contient un reportage sur un opéra chinois  filmé dans la province chinoise du Yunnan. Cependant, Kenichi n'avait jamais pu finir son projet. Takata décide donc d'embarquer pour la Chine afin d'achever l'œuvre de son fils.

## Fiche technique
- Titre : Riding alone : Pour un fils
- Titre original : 千里走单骑 (Qian li zou dan ji)
- Réalisation : Zhang Yimou
- Scénario : Zhang Yimou, Zou Jingzhi et Wang Bin
- Photographie : Zhao Xiaoding
- Montage : Cheng Long
- Pays :  Chine,  Japon et  Hong Kong
- Format : Couleurs - 1,85:1 - Dolby Digital - 35 mm
- Genre : Drame
- Durée : 107 minutes
- Dates de sortie : 
  -  Chine : 22 décembre 2005

## Distribution
- Ken Takakura : Takata Kôichi
- Shinobu Terajima : Rie Takata
- Kiichi Nakai : Kenichi Takata (voix)
- Ken Nakamoto : l'électricien
- Li Jiamin : Li Jiamin
- Jiang Wen : Jasmine
- Lin Qiu : Lingo
- Li Bin-li : le directeur
- Chen Ziliang : Chen Warden
- He Zhezhou : le chef du village
- Yang Zhenbo : Yang Yang